# Bataille de la Somme (1918)
Pour les articles homonymes, voir Bataille de la Somme (1916).
Première Guerre mondiale
Batailles
Front d'Europe de l’Ouest
- Liège (8-1914)
- Namur (8-1914)
- Frontières (8-1914)
- Anvers (9-1914)
- Grande Retraite (9-1914)
- Marne (9-1914)
- Course à la mer (9-1914)
- Yser (10-1914)
- Messines (10-1914)
- Ypres (10-1914)
- Givenchy (12-1914)
- 1re Champagne (12-1914)
- Hartmannswillerkopf (1-1915)
- Neuve-Chapelle (3-1915)
- 2e Ypres (4-1915)
- Colline 60 (4-1915)
- Artois (5-1915)
- Festubert (5-1915)
- Quennevières (6-1915)
- Linge (7-1915)
- 2e Artois (9-1915)
- 2e Champagne (9-1915)
- Loos (9-1915)
- Verdun (2-1916)
- Redoute Hohenzollern (3-1916)
- Hulluch (4-1916)
- 1re Somme (7-1916)
- Fromelles (7-1916)
- Arras (4-1917)
- Vimy (4-1917)
- Chemin des Dames (4-1917)
- 3e Champagne (4-1917)
- 2e Messines (6-1917)
- Passchendaele (7-1917)
- Cote 70 (8-1917)
- 2e Verdun (8-1917)
- Malmaison (10-1917)
- Cambrai (11-1917)
- Bombardements de Paris (1-1918)
- Offensive du Printemps (3-1918)
- Lys (4-1918)
- Aisne (5-1918)
- Bois Belleau (6-1918)
- 2e Marne (7-1918)
- 4e Champagne (7-1918)
- Château-Thierry (7-1918)
- Le Hamel (7-1918)
- Amiens (8-1918)
- Cent-Jours (8-1918)
- 2e Somme (9-1918)
- Bataille de la ligne Hindenburg
- Meuse-Argonne (10-1918)
- Cambrai (10-1918)

Front italien
Front d'Europe de l’Est
Front des Balkans
Front du Moyen-Orient
Front africain
Bataille de l'Atlantique
Lors de la Première Guerre mondiale, la Bataille de la Somme de 1918, appelée aussi  Seconde Bataille de la Somme, se déroula du 21 août au 12 septembre 1918, sur le Front de l'Ouest, dans le bassin de la Somme. Ce fut l'une des contre-offensives alliées couronnées de succès, de ce que l'on a appelé l'Offensive des Cent-Jours.

## Contexte historique
Les Allemands après la signature du Traité de Brest-Litovsk ramenèrent l'ensemble de leurs troupes du front oriental sur le front ouest et lancèrent une grande offensive à partir du 21 mars 1918. C'est ce qu'ils appelèrent la Bataille du Kaiser ou Offensive du printemps pour les Alliés.
L'avance allemande fut stoppée devant Amiens, au cours de la Bataille de Villers-Bretonneux le 24 avril 1918 par les troupes australiennes.
Le résultat principal de la bataille de la Somme de l'été 1918, après une pause pour le redéploiement et le ravitaillement des troupes, est qu'elle fut le point de départ du parcours victorieux des Alliés vers l’armistice du 11 novembre.

## Avant la bataille

### Bataille du Hamel
La bataille du Hamel (4 juillet 1918) est une attaque planifiée par les troupes de l'Australian Imperial Force contre les positions allemandes près du bourg picard du Hamel dans la Somme, pendant la Première Guerre mondiale.
Parmi les nouvelles tactiques utilisées, on peut  citer le ravitaillement aérien en troupes (sauts en parachute) et une coopération accrue entre les unités d'infanterie et les unités blindées. Le tir de barrage d'artillerie se déplaçant lentement devant l'avancée des troupes (permettant à celles-ci de prendre les tranchées allemandes alors que leurs occupants n'avaient pas eu le temps de sortir de leurs abris). Les chars servirent également au ravitaillement  en nourriture, munitions et médicaments aux troupes avancées.

### Bataille d'Amiens
Elle se déroula du 8 au 11 août 1918. Le corps expéditionnaire britannique du maréchal Douglas Haig dirigeait l'offensive appelée bataille d'Amiens. L'attaque était destinée à libérer une large partie de la ligne de chemin de fer entre Paris et Amiens, occupée par les Allemands depuis l'opération Michael, menée au mois de mars.
L'offensive fut déclenchée à 4 h 20 du matin et put avancer méthodiquement sur un front de 25 km. L'attaque précédée par un bref tir de barrage et plus de 400 tanks, survolés par de nombreux avions, ouvrait l'avancée des 11 divisions britanniques engagées dans la première phase de l'assaut. Du côté français, les moyens mis en œuvre étaient plus faibles, la 1re armée française déclencha une préparation d'artillerie de 45 minutes avant le début de l'attaque.

#### Bataille de Montdidier
Le 10 août, la bataille évolua vers le sud du saillant de Montdidier tenu par les Allemands. La Ire armée française, avec à sa droite la 3e armée (Humbert) en direction de Lassigny, se dirigea sur Montdidier, elle força les Allemands à abandonner la ville et permit la réouverture de la ligne de chemin de fer Amiens-Paris.

## Déroulement de la bataille

### La prise d'Albert
Le 15 août 1918, le Maréchal Haig refusa la demande du maréchal Foch de poursuivre l'offensive d’Amiens, parce que cette attaque s’essoufflait, les troupes s'éloignant de leur approvisionnement et de leur artillerie, et que des réserves allemandes étaient déplacées dans le secteur. Au lieu de cela, Haig commença à planifier une offensive à Albert, qui débuta le 21 août. L’attaque principale fut lancée par la IIIe armée britannique, auquel fut adjoint le 2e Corps des États-Unis. Albert tomba le 22 août 1918.

### La prise de Péronne
La seconde bataille commença le 21 août avec l’ouverture de la deuxième bataille de Bapaume, au nord du fleuve. Celle-ci se développa en une avancée qui repoussa la IIe armée allemande sur un front de 55 km, du sud de Douai à La Fère, au sud de Saint-Quentin, dans l’Aisne.  
Après la prise d'Albert, la Ire armée britannique étendit l’attaque sur douze autres kilomètres, le 26 août, sur ce que l’on appelle parfois la deuxième bataille d’Arras. Bapaume tomba le 29 août. Le Corps australien traversa la Somme, dans la nuit du 31 août, et brisa les lignes allemandes lors de la bataille du mont Saint-Quentin et de la bataille de Péronne. Le commandant de la IVe armée britannique, le général Henry Rawlinson, qualifia l’avancée des Australiens du 31 août au 4 septembre comme la plus grande réussite militaire de la guerre .

### Le contrôle de la ligne Drocourt-Quéant
Dans la matinée du 2 septembre, après une bataille intense, le Corps canadien prit le contrôle de la ligne Drocourt-Quéant (saillant ouest de la ligne Hindenburg). La bataille fut menée par les 1re et 4e divisions canadiennes, et par la 52e division britannique. Les Allemands subirent de lourdes pertes, et les Canadiens capturèrent plus de 6 000 prisonniers non blessés. Les pertes du Canada s’élèvèrent à 5 600 hommes. À midi, le commandant allemand, Erich Ludendorff, décide de se retirer derrière le Canal du Nord.
Le même jour, les Allemands furent contraints de se replier sur la ligne Hindenburg, depuis laquelle ils avaient lancé leur offensive du printemps.
Au cours de leur avance vers la ligne Hindenburg, dans une bataille acharnée, les troupes canadiennes, dirigées par le général Curie, investirent les travaux de terrassement du canal du Nord lors de la bataille du Canal du Nord.

### La bataille de la ligne Hindenburg
Fin septembre-début octobre, eut lieu une des batailles des plus héroïques de toute la guerre avec la rupture de la ligne Hindenburg (bataille de la ligne Hindenburg) par les troupes britanniques, australiennes et américaines (sous le commandement du général australien John Monash). Peu de temps après, les Canadiens brisèrent la ligne Hindenburg lors de la Bataille de Cambrai.
Un élément clé de la ligne de ravitaillement allemande était parallèle au front. Cette Seconde Bataille de la Somme de 1918 faisait partie d’une stratégie visant à repousser des éléments de la ligne allemande derrière cette ligne majeure de ravitaillement afin de la couper et de rendre impossible un approvisionnement efficace des forces allemandes du front. 
La campagne commença avec la bataille de Bapaume et, peu après, par la bataille de Saint-Mihiel, en Lorraine, dans le but de réduire les saillants avant d’utiliser les brèches dans les lignes allemandes rendues discontinues pour prendre le contrôle du chemin de fer stratégique. 
Ce plan a fonctionné, mais il avait fallu un travail acharné sur le canal de Saint-Quentin, au milieu de défenses préparées d’avance, pour qu’il réussisse.